# Ciclo de vida familiar
El análisis del ciclo de vida familiar o análisis del CVF permite a los mercadólogos segmentar a las familias en función de una serie de fases que abarcan todo el curso de vida de una unidad familiar. El CVF constituye una variable compuesta, creada mediante la combinación sistemática de variables demográficas de uso frecuente como estado civil, tamaño de la familia, edad de los miembros de la familia y estatus laboral del jefe de familia. Las edades de los padres y la cantidad relativa de ingreso disponible suelen inferirse a partir de la fase del ciclo de vida familiar donde se encuentre la familia.

## Etapa de vida familiar
El CVF tradicional es una serie progresiva de fases por las cuales atraviesan muchas familias empezando con la soltería, transitando luego al matrimonio (y la creación de la unidad familiar básica) para ir luego al crecimiento de la familia (con el nacimiento de los hijos), yendo después a la contracción de la familia (conforme los hijos se van del hogar) y finalizando con la disolución de la unidad básica (por la muerte de uno de los cónyuges). Los modelos del CVF se sintetizan en las cinco fases básicas siguientes:

### Fase 1. Soltería
En esta etapa es cuando cualquier persona sea hombre o mujer esta solo ya sea por elección, o porque no puede encontrar la pareja adecuada para sí. Algunas personas se quedan en esta etapa, las que no pasan a la siguiente etapa del CVF.

### Fase 2. Cónyuges en la luna de miel
La fase de la luna de miel comienza inmediatamente después del juramento matrimonial y continúa hasta la llegada del primer hijo. Esta fase del CVF funciona como un periodo de ajuste para la vida matrimonial .Muchos cónyuges jóvenes trabajan ambos fuera de casa lo que les da un ingreso combinado que les permite disfrutar de un estilo de vida con mayores oportunidades de realizar compras de bienes o ahorrar sus ingresos adicionales.
A las parejas en luna de miel tienen gastos iniciales considerables cuando se establecen en nuevo hogar ya que deben adquirir aparatos domésticos, mobiliario, utensilios y accesorios para el hogar. En esta fase el consejo y la experiencia de otras parejas casadas serían importantes para los recién casados.

### Fase 3. Paternidad
Cuando una pareja tiene su primer hijo, se considera que la, luna de miel ha terminado. La fase de paternidad (llamada algunas veces la “etapa de nido lleno”) suele prolongarse por un periodo de más de 20 años. Debido a su larga duración esta etapa puede dividirse en varias fases más cortas: la fase preescolar, la fase escuela elemental, la fase de la preparatoria y la fase de la universidad. A medida que se transita por estas fases de la paternidad, las interrelaciones de los miembros de la familia y la estructura de ésta van cambiando gradualmente. Más aún, los recursos familiares de la familia cambian de una manera apreciable a medida que uno de los progenitores (o los dos) progresa en su carrera y conforme las responsabilidades de crianza y educación de los hijos se incrementan en forma paulatina y al final decrecen cuando los hijos comienzan a solventar sus propios gastos.

### Fase 4. Postpaternidad
Como la paternidad abarca un periodo de muchos años, es muy natural que la postpaternidad, es decir la época en que todos los hijos se han ido de casa, sea un momento traumático para algunos padres y liberador para otros. Esta etapa que se conoce también como “nido vacío” significa para muchos padres la oportunidad de hacer todas las cosas que no pudieron hacer cuando sus hijos vivían en el hogar y ellos tenían que preocuparse por pagar los gastos de su educación. Para la madre es el momento de reanudar su educación formal, de ingresar o reingresar al mercado de trabajo y buscar nuevos intereses. Para el padre es una excelente ocasión para la búsqueda de nuevos pasatiempos. Para ambos, es el tiempo adecuado para viajar, entretenerse, tal vez redecorar su vivienda o venderla para comprar una nueva casa.
En esta etapa es cuando las parejas casadas tienden a disfrutar de mayor holgura económica. Los que viven hoy la experiencia del nido vacío tienen más tiempo libre, viajan con más frecuencia, gozan de largas vacaciones y suelen adquirir una segunda vivienda en un lugar más cálido. Tienen un mayor ingreso disponible en virtud de sus ahorros e inversiones y sus gastos son más bajos (ya no pagan hipotecas ni el costo de los estudios de sus hijos). Ahora ansían convertirse en abuelos comprometidos. Por esta razón las familias que se encuentran en la etapa de postpaternidad son un mercado importante para artículos de lujo, automóviles nuevos, muebles caros y vacaciones a lugares lejanos así mismo

### Fase 5. Disolución
La disolución de una familia se presenta principalmente cuando uno de los cónyuges muere. Si el cónyuge sobreviviente cuenta con un buen trabajo, tiene ahorros adecuados, familiares o amigos que le brinden apoyo y goza de una buena salud la adaptación a esa pérdida, será más sencilla. Puede también que el cónyuge sobreviviente adopte un estilo de vida más económico y encuentre a otros cónyuges sobrevivientes para hacerse compañía e incluso contraer un segundo matrimonio.

## Etapa de vida familiar no tradicional
Con el advenimiento de muchos y muy diversos estilos de vida y acuerdos familiares el CVF tradicional se encuentra en declive. Esta disminución en el porcentaje de familias que atraviesan por un CVF tradicional tiene como causa múltiples factores sociales entre los que se encuentran un creciente índice de divorcios, un número espectacular de nacimientos fuera del matrimonio y el periodo de más de 40 años durante el cual ha disminuido el número de familias extensas que se mantienen como tales, conforme muchas familias jóvenes deciden mudarse en busca de oportunidades de mejorar en sus empleos y en su carrera profesional.
El modelo del CVF tradicional ha perdido su capacidad para representar en toda su variedad las fases por las que se transitan los estilos de vida y los diversos tipos de familia. Para compensar esas limitaciones, los investigadores del consumidor buscan modelos ampliados del CVF que reflejen mejor la diversidad de los estilos de vida y los arreglos dentro de la familia. Entre las fuerzas socios demográficos fundamentales que impulsan el modelo CVF ampliado se encuentran el divorcio y los matrimonios tardíos, ya sea con hijos o sin ellos. Las fases del CVF alternativo son aplicables no sólo a los hogares familiares sino también a los hogares formados por quienes no constituyen una familia, es decir, los integrados por dos o más individuos que no están relacionados entre sí. Las fases del CVF alternativo son:

### Hogares de tipo familiar

#### Parejas sin hijos
Con el tiempo la sociedad ha aprobado a aquellas parejas deciden no tener hijos. Dos de las causas a esta decisión han sido los matrimonios tardíos y el aumento al número de mujeres casadas que se dedican a su trabajo.

#### Parejas que retrasan el matrimonio (Se casan poco antes de los 30 años o después)
Hoy en día el número de mujeres y hombres que se enfocan a su carrera ha aumentado y a su vez los casos de parejas que deciden vivir juntos. Ellos son aquellos que deciden tener pocos hijos.

#### Parejas que retrasan la llegada de su primer hijo (hasta poco antes de los 30 años o después)
Aquellas parejas que tienden a tener pocos hijos. Eligen una mejor calidad de vida. “Sólo lo mejor es suficientemente bueno”.

#### Padres solteros I
Los altos índices de divorcio (aproximadamente del 50%) dan lugar a hogares con un solo padre o una sola madre

#### Padres solteros II
Hombres o mujeres jóvenes que no se encuentran casados y tienen uno o varios hijos. 

#### Padres solteros III
Una persona que no está casada y decide adoptar uno o varios hijos. 

#### Familia extendida
Adultos jóvenes que regresan al hogar paterno, para no pagar aquellos gastos que implican el vivir solo. Hija, hijo o nieto(s) que regresan a casa de sus padres. Ancianos, padres que necesitan ayuda y viven con sus hijos. Recién casados que viven con sus parientes políticos.

### Hogares de tipo no familiar

#### Parejas no casadas
Hoy en día ya se da más la aceptación de parejas heterosexuales como de homosexuales.

#### Personas divorciadas (sin hijos)
Se han encontrado altos índices de divorcio, los cuales contribuyen a la disolución de las familias antes de que nazcan los niños.

#### Personas solteras (jóvenes en su mayoría)
Este fenómeno se da porque la población joven ha retrasado su primer matrimonio; también se engloban a los hombres y mujeres que nunca se casan.

#### Personas viudas (de avanzada edad, en su mayoría)
Se observa sobre todo en las mujeres lo cual significa que hay más hogares formados por personas solas de más de 75 años.